# Ouratea decagyna
Ouratea decagyna är en tvåhjärtbladig växtart som beskrevs av Bassett Maguire. Ouratea decagyna ingår i släktet Ouratea och familjen Ochnaceae. Inga underarter finns listade i Catalogue of Life.